# Časová osa války Izraele s Hamásem (říjen 2023)
Toto část časové osy války Izraele s Hamásem. Obsahuje časové období od 7. října do 31. října 2023.

## Sobota 7. října

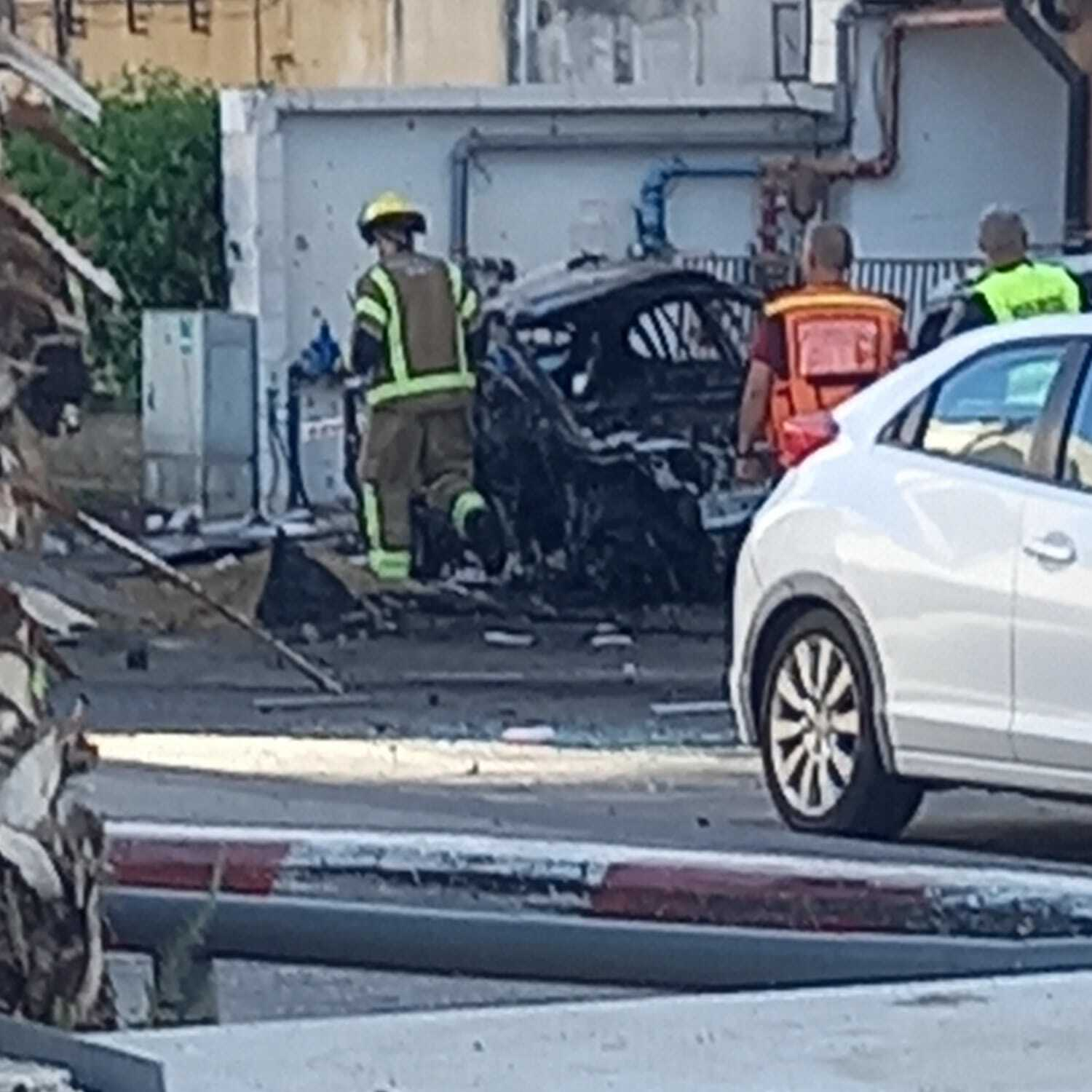
Škody způsobené raketovým útokem v Rišon le-Cijon

Kolem 6:30 místního času zahájil Hamás raketovou palbu z Pásma Gazy na území Izraele. Podle prohlášení Hamásu bylo vystřeleno více než 5000 raket během 20 minut. Podle izraelských médií Hamás vypálil minimálně 2200 raket, z nichž většinu (75 %) zachytil protiraketový systém Iron Dome. Zasaženy byly obce v okolí Pásma Gazy, ale i vzdálenější města jako Gedera, Herzlija, Tel Aviv, Rišon le-Cijon a Aškelon. Sirény se rozezněly i v Berševě, Jeruzalémě, Rechovotu, či na letecké základně Palmachim. Palba byla zahájena i na izraelské lodě v okolí Pásma Gazy. Zároveň se objevilo video, ve kterém jeden z nejvyšších velitelů Muhammad Dajf vyzval... k úplnému útoku na Izrael s cílem smést okupaci, míněnému též... jako odvetu za znesvěcování mešity al-Aksá a zvýšenému násilí ze strany osadníků.
Během raketového útoku a krátce po něm začaly na území Izraele pronikat oddíly ozbrojenců Hamásu v počtu asi 1000 mužů, které mířily k obydleným oblastem. Ozbrojenci vstoupili na území Izraele nejméně na sedmi místech na nákladních automobilech, pick-upech, motocyklech, buldozerech a padákových kluzácích poté, co prorazili plot oddělující Pásmo Gazy a Izrael. Pro vstup do Izraele využili i přechod Erec. Prostřednictvím dronů byla napadena izraelská vojenská technika, zničeny bylo několik tanků Merkava, obrněné transportéry Nakpadon a Namer, vozidla HMMWV a transportéry M113. V Zikimu provedli palestinští ozbrojenci obojživelný výsadek. Pozemní útoky byly vedeny na Nir Oz, Be'eri a Netiv ha-Asara, Ofakim a Sderot a kibucy v okolí Pásma Gazy (mj. Kerem Šalom, Nirim, Cholit, Nir Am, Nachal Oz, Nir Jicchak, Magen, Urim), napadena byla i vojenská základna Re'im. Palestinští ozbrojenci zabíjeli jak izraelské civilisty, tak vojáky; další odváželi do Pásma Gazy jako rukojmí, včetně těl mrtvých izraelských vojáků. Nejvíce obětí bylo hlášeno z hudebního festivalu Supernova v Re'im, kde ozbrojenci Hamásu podle lékařské služby zmasakrovali 260 civilistů, další izraelští civilisté potom byli uneseni. V napadených oblastech ozbrojenci zapalovali domy a kradli jak vojenská, tak civilní vozidla. Naproti tomu v kibucu Nir Am velitelka místní ochranky rozdala obyvatelům zbraně a při následném boji bylo 20 útočníků zabito. Podle izraelských médií se pod kontrolu palestinských skupin dostalo sedm komunit. Zároveň bylo potvrzeno 21 míst v jižním Izraeli, kde dochází k intenzivním střetům.

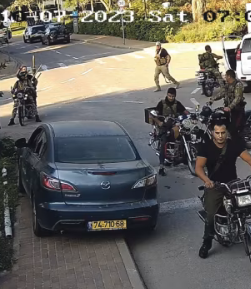
Fotografie z kamerového záznamu příjezdu palestinských ozbrojenců do kibucu Be'eri 7. října

V Be'eri zajali ozbrojenci Hamásu 50 Izraelců. Během dne oznámily IOS, že se rukojmí podařilo osvobodit, další rukojmí byli osvobozeni v Urimu. Během dne zahájil izraelská armáda letecké útoky proti Pásmu Gazy. Zasaženo bylo údajně 17 vojenských objektů Hamásu a 4 velitelská centra. Zasažena byla i budova v Gaze, kde sídlila rozhlasová stanice provozovaná Hamásem. Podle palestinského ministerstva zdravotnictví bylo při náletech zabito 232 osob. Během bojů u kibucu Kerem Šalom byl zabit podplukovník Jonathan Steinberg, velitel brigády Nachal. Jedná se o prvního padlého, takto vysokého důstojníka izraelské armády od Jomkipurské války.
Svou podporu operaci vedenou Hamásem vyjádřily další palestinské ozbrojené skupiny, přičemž některé se útoku aktivně zúčastnily. Ozbrojené křídlo Demokratické fronty pro osvobození Palestiny (DFPOP). Svou účast na útoku potvrdily Brigády Abú Alího Mustafy. Další skupiny jako Lidová fronta pro osvobození Palestiny či Lví doupě vyjádřily útoku podporu.

## Neděle 8. října

Situace 7.-8. října. Modře je znázorněn prostor s pohybem palestinských ozbrojenců

Poprvé od Jomkipurské války byl v Izraeli vyhlášen válečný stav. Nařízena byla evakuace izraelských obcí v blízkosti Pásma Gazy. Izraelská vláda také rozhodla o mobilizaci až 300 000 záložníků.
IOS pokračovala v jak v útocích na cíle v Pásmu Gazy, tak v dobývání lokalit obsazených ozbrojenci z Hamásu a dalších palestinských skupin. V Pásmu Gazy bylo zasaženo více než 800 cílů, srovnána se zemí byla velká část Bejt Hanúnu., zničena byla mešita Al-Amin Muhammad. Na jihozápadě Izraele izraelská armáda znovu získala kontrolu nad desítkami obcí obsazených Palestinci. Na některých místech se IOS podařilo osvobodit zajaté izraelské civilisty. Vyčištěn podle IOS byl i Sderot a Kfar Aza. Mezitím do Izraele na několika místech pronikly další oddíly palestinských bojovníků.
Podle izraelských médií stoupl v Izraeli počet obětí na nejméně 700. Podle palestinského ministerstva zdravotnictví zahynulo v Pásmu Gazy 413 osob. Podle IOS bylo na území Izraele zabito 400 palestinských ozbrojenců a desítky jich byly zajaty.
Podle zveřejněných videí byly zjištěny ztráty IOS na těžké technice. V prvních fázích útoku Hamásu IOS přišly o 7 tanků Merkava Mk. IV, nichž 1 byl zničen a čtyři se útočícím ozbrojencům podařilo ukořistit. Dále se útočníkům podařilo ukořistit 10 obrněných vozidel pěchoty Achzarit, 5 obrněných transportérů M113, 2 obrněné transportéry Namer. Zničen nebo ukořistěn byl neznámý počet kolových vozidel.

## Pondělí 9. října

Situace 9. října. Modře znázorněno území s přítomností palestinských ozbrojenců, žlutě znázorněno evakuované území.

IOS oznámily, že mají plnou kontrolu nad izraelskými městy v okolí Pásma Gazy. Boje ale pokračovaly ve Sderotu. Izraelské letectvo provedlo 500 náletů na území Pásma Gazy. Zasažen byl zejména uprchlický tábor Džabalía. Mluvčí Hamásu Abú Obajda pohrozil, že za každý zničený dům v Pásmu Gazy popraví jedno rukojmí. V okolí Pásma Gazy bylo evakuováno 15 komunit.
Izraelský ministr obrany Jo'av Galant oznámil zahájení totální blokády Pásma Gazy včetně zablokování přísunu potravin a energií. Zahájení blokády odůvodnil tím, že... bojujeme s lidskými zvířaty a podle toho jednáme... Organizace Human Rights Watch označila toto prohlášení za... ohavné. Vyzvala Mezinárodní trestní soud, aby... vzal na vědomí výzvu ke spáchání válečného zločinu.

## Úterý 10. října
Podle IOS bylo mobilizováno 360 000 izraelských záložníků. Izraelské letectvo provedlo nálety na některé čtvrtě v Gaze, vládní čtvrť Rimal v Gaze byla částečně srovnána se zemí. Útok byl veden i proti přístavu v Gaze a hraničnímu přechodu Rafah, který spojuje Pásmo Gazy s Egyptem. IOS také získala pod svou kontrolu Kfar Aza a zahájila shromažďování mrtvých. V Be'eri se počet zabitých civilistů pohybuje kolem 100. V Kfar Aza bylo nalezeno mnoho mrtvých civilistů včetně asi 40 dětí. Těla mrtvých příslušníci Hamásu navíc zohavovali.
Podle IOS během přibližně 200 útoků na pozice Hamásu byli zabiti Džawad Abú Šamal, ministr zemědělství ve vládě Hamásu a zodpovědný za přidělování financí na teroristickou činnost a Zachariáš Abú Ma’amar, vedoucí úřadu pro vnitřní vztahy Hamásu. Boje probíhaly i v Izraeli, kde se izraelské bezpečnostní složky snažily zlikvidovat zbytky ozbrojenců Hamásu, kteří pronikli na izraelské území. Střelba se ozývala z oblasti měst a kibuců Sderot, Netivot, Mefalsim a Zikim. Izraelské území je stále ostřelovány raketami odpalovanými z Pásma Gazy.

## Středa 11. října
Izrael oznámil, že připraven eskalovat konflikt pozemní ofenzivou. Izraelské letectvo během noci zaútočilo na více než 200 cílů v Pásmu Gazy. Mezi jiným byly zasaženy budovy Islámské univerzity v Gaze, které byly přeměněny na továrny na zbraně. Izraelská armáda pokračovala v prohledávání kibuců, které napadli ozbrojenci Hamásu.
Podle palestinského ministerstva zdravotnictví dosud zahynulo při izraelských útocích 950 osob. Podle izraelské armády stoupl počet izraelských obětí na 1200.
Izraelský předseda vlády Benjamin Netanjahu se dohodl s Binjaminem Gancem, předsedou největší opoziční aliance Státní tábor, na vytvoření krizové vlády národní jednoty po dobu války s Hamásem. Kabinet by měl mít jen tři členy, kromě Netanjahua a Gance ještě dosavadního ministra obrany Jo'ava Galant. Kabinet by měl přijímat pouze rozhodnutí související s vedením války.
Jediné elektrárně v Pásmu Gazy došlo palivo a kvůli izraelské blokádě byly přerušeny veškeré dodávky plynu a dalších druhů paliv.
Přístav ve městě Gaza a izraelsko-libanonské pohraničí byly Izraelem podle organizace Human Rights Watch zasaženy dělostřeleckými střelami s bílým fosforem. Použití této munice v Gaze Izrael popřel.

## Čtvrtek 12. října
Z Pásma Gazy byly proti Izraeli další rakety. Ty zasáhly Sderot, čtyři lidé byli zraněni, sedm domů bylo poškozeno. Izraelské letectvo pokračovalo v bombardovací kampani proti Pásmu Gazy. Podle IOS byly zasaženy velitelské centrum námořních jednotek Hámasu a rezidence jednoho z jejích velitelů, ve které byly uskladněny zbraně. Při bombardování zahynuli dva velitelé menších palestinských ozbrojených skupin.
Na minometný útok ze syrského území odpověděly IOS dělostřeleckou palbou na cíle v Sýrii. Izrael také potvrdil, že podnikl letecké útoky proti mezinárodnímu letišti v Aleppu a proti hlavnímu městu Sýrie, Damašku.
Podle IOS bylo dosud zabito více než 1000 Izraelců, 50 osob bylo odvlečeno jako rukojmí nebo se pohřešují. Podle palestinské ministerstva zdravotnictví dosud v Pásmu Gazy zemřelo 1400 osob, včetně 447 dětí a 248 žen.

## Pátek 13. října
Izraelské pozemní jednotky sestávající z pěchoty a obrněných vozidel vstoupily do Pásma Gazy. Cílem byl útok na ozbrojence Hamásu a záchrana unesených rukojmí. Operace nebyla podle IOS součástí očekávané pozemní invaze, ale jednorázovou a časově omezenou akcí.
IOS vydala příkaz, aby všichni civilisté opustili Gazu, neboť se jedná o prostor... kde se odehrávají vojenské operace. Jako bezpečný prostor IOS určily oblast jižně od Wádí Gaza. OSN tento požadavek označila za nemožný, neboť by to mělo... zničující humanitární důsledky.
Podle palestinského ministerstva zdravotnictví stoupl počet obětí v Pásmu Gazy na 1900 a počet zraněných na 7696.

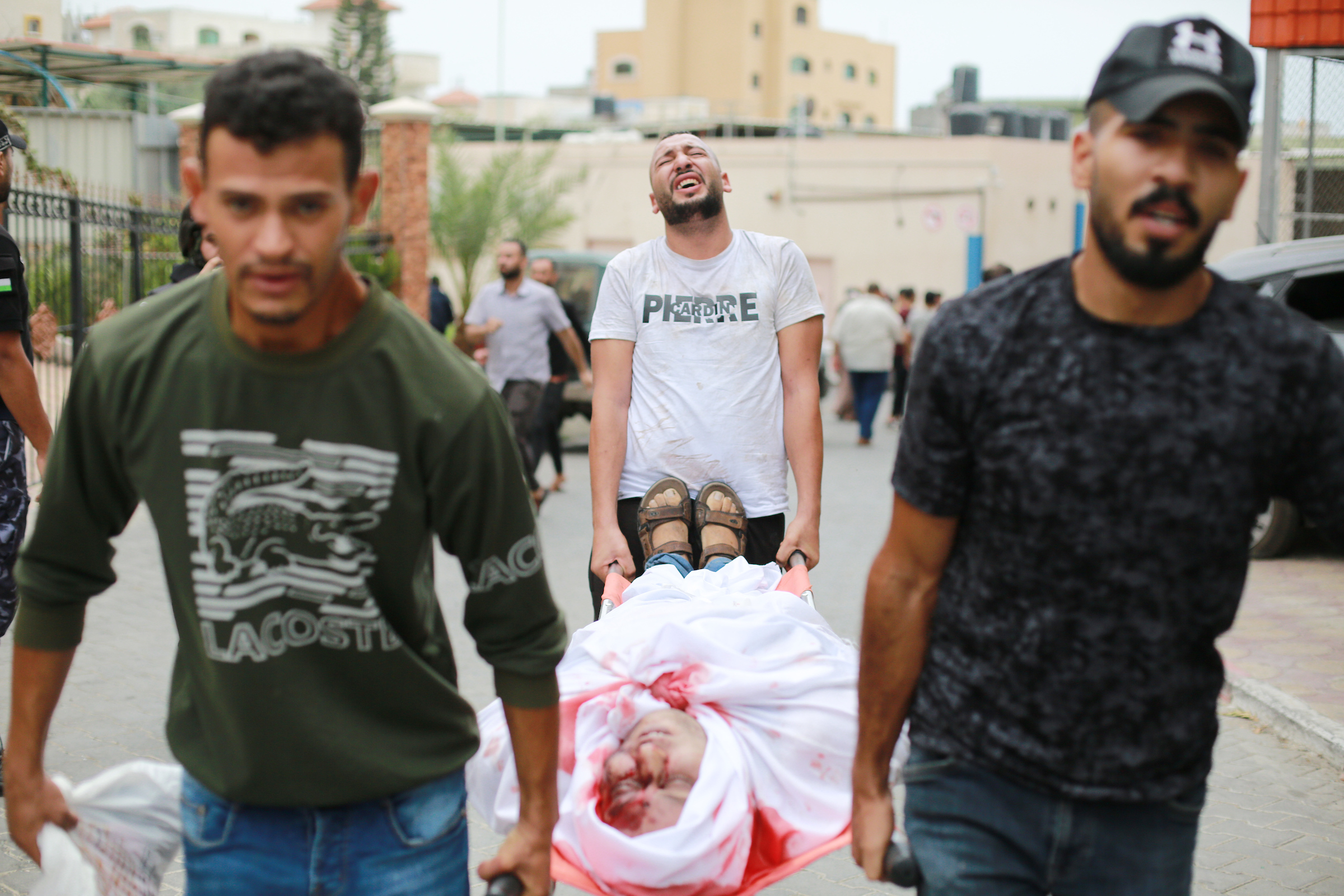
Transport zraněných po izraelském bombardování

## Sobota 14. října
Izraelské letectvo pokračovalo v útocích v Pásmu Gazy. Kromě dalších byla napadena byla budova v Chán Júnis. Další nálety byly během rána hlášeny na severu Gazy a na Západním břehu Jordánu. Další útok byl hlášen v jižním Libanonu. Podle IOS se jednalo o reakci na útoky Hizballáhu proti Izraeli. Podle IOS byly při útocích v Gazy zabiti dva z vyšších velitelů Hamásu, kteří se podíleli na útocích proti Izraeli 7. října. Jednalo se o Murada abú Murada, šéfa letecké sekce Hamásu a Alího Kazího, který útok proti Izraeli vedl.
Izrael zveřejnil dokumenty a plánky, kterými byli vybaveni příslušníci palestinských skupin. Podle nich byly cílem Palestinců izraelské základní školy a mládežnická centra. V nich měli útočníci podle instrukcí co nejvíce osob zabít či zajmout.
Podle palestinského ministerstva zdravotnictví dosud v Pásmu Gazy zahynulo 2215 osob, z toho 724 dětí a 458 žen. Na Západním břehu Jordánu zahynulo 54 osob. Podle Izraele se v zajetí Hamásu nachází 120 osob včetně žen, dětí a starších lidí.

## Neděle 15. října
Podle zveřejněných dokumentů cílem izraelské operace Železné meče je zničení Hamásu. Podle palestinské tiskové agentury Wafa izraelská hraniční policie zatkla na Západním břehu Jordánu více než 50 Palestinců.
K dnešnímu dni v Gaze bylo během izraelských leteckých útoků zabito více než 2670 osob. Podle tvrzení IOS bylo k dnešnímu dni zabito 279 izraelských vojáků, 126 rukojmích je Hamásem zadržováno v Gaze. Podle Výboru na ochranu novinářů bylo dosud během bojů zabito nejméně 12 novinářů, 8 jich bylo zraněno a 2 jsou nezvěstní.

## Pondělí 16. října
Při izraelském náletu na velitelství civilní obrany ve městě Gaza bylo zabito sedm zdravotníků.
Zástupce vojenského křídla Hamásu prohlásil, že jsou připraveni propustit mezinárodní rukojmí... jakmile to podmínky na místě dovolí. Podle mluvčího vojenského křídla Hamásu Abú Obajdy zadržuje Hamás přibližně 200 rukojmí, další tucty údajně zadržují další palestinské skupiny.

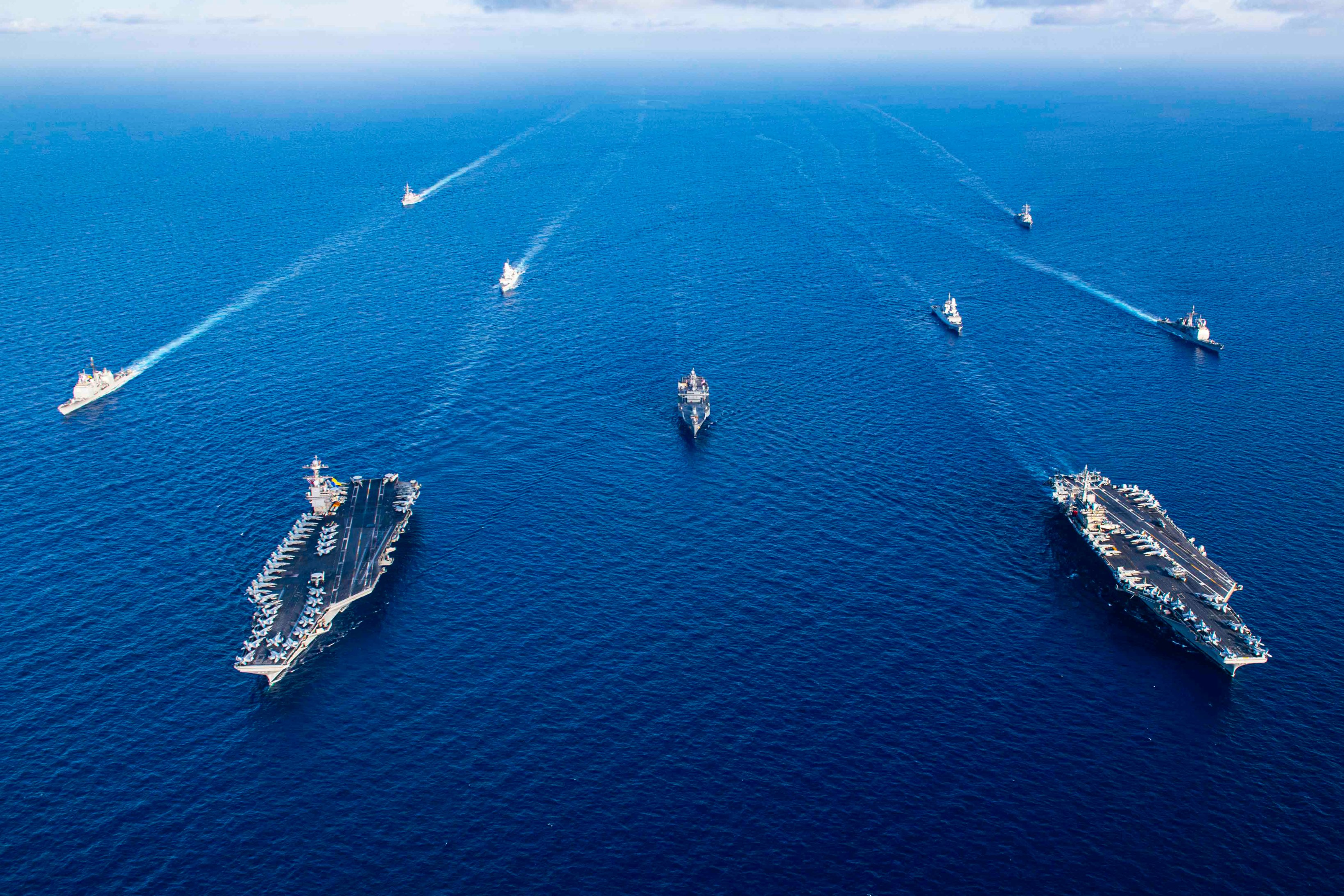
Letadlové lodě USS Dwight D. Eisenhower a USS USS Gerald R. Ford amerického námořnictva v prostoru východního Středomoří

Spojené státy americké vyslaly do oblasti letadlovou loď USS Dwight D. Eisenhower. Stane se tak po USS Gerald R. Ford druhou letadlovou lodí v oblasti mající za cíl odstrašit různé státní či nestátní subjekty od zasahování do konfliktu. Preemtivními útoky proti Izraeli pohrozil Írán ústy íránského ministra zahraničí Hosseina Amirabdollahiana.

## Úterý 17. října
Izrael bombardoval oblasti na jihu Pásma Gazy. Zástupci palestinského ministerstva zdravotnictví v Gaze oznámili, že při nočním bombardování Chán Júnisu, Rafahu a Dajr al-Balahu na jihu Pásma Gazy zahynulo přes 70 lidí, z toho mnoho rodin, které se sem přesunuly na doporučení izraelské armády ze severu pásma.
V centru Gazy, na parkovišti nemocnice Al-Alí Arabi došlo k výbuchu, který zničil okolostojící vozidla a podle palestinského ministerstva zdravotnictví v objektu nemocnice zabil 500 civilistů. Ministerstvo výbuch připsalo izraelskému útoku. IOS následně zodpovědnost za útok popřely a prohlásily, že výbuch byl důsledkem neúspěšného odpalu rakety Palestinským islámským džihádem (PID) proti Haifě. Izrael následně zveřejnil záběry rakety, která po odpalu změnila kurz a vyhořela. Poté následoval výbuch ve městě pod ní. Podle jiného tvrzení se jednalo o souběh dvou střel či zásahu rakety vypálené PID raketou z protiraketového systému Iron Dome. Dále byl zveřejněn zachycený telefonický hovor mezi militanty Hamásu přiznávající, že výbuch způsobila raketa PID. Mluvčí PID jakoukoliv účast organizace popřel. Rusko a Spojené arabské emiráty požádaly kvůli útoku na palestinskou nemocnici Al-Ahlí, kde podle palestinských zdrojů zahynulo pět stovek lidí, o svolání zasedání Rady bezpečnosti OSN na středeční ráno.Několik vyšetřování, včetně vyšetřování organizace Human Rights Watch ukázalo (závěry zveřejněny 28. listopadu 2023), že nemocnici zasáhl typ rakety, který používají palestinské ozbrojené skupiny.

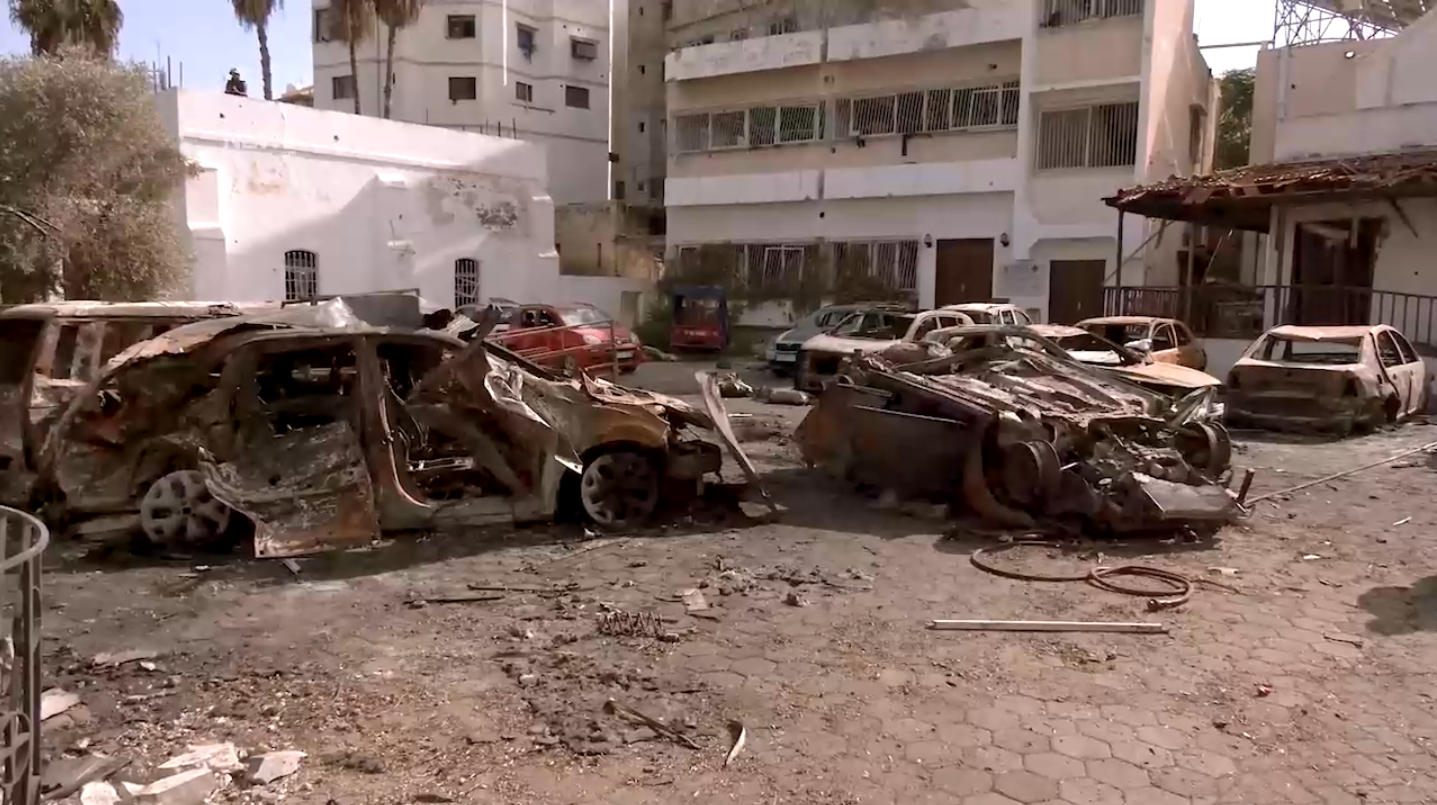
Následky výbuchu rakety v nemocnici Al Alí Arabi v Gaze

## Středa 18. října
Izraelská armáda oznámila vytvoření humanitární zóny na jihu Pásma Gazy. 
Prezident USA Joe Biden přiletěl ve středu dopoledne do Tel Avivu, setká se s izraelským premiérem Benjaminem Netanjahuem.

## Čtvrtek 19. října
Ve svém prohlášení Hamás sdělil, že v Gaze zahynula Džamila Abdalláh Taha Šantíová, členka palestinského parlamentu a jediná žena ve vedení Hamásu. Při bombardování v Gaze zasáhla izraelská střela řecký ortodoxní kostel svatého Porfyria. Zahynulo minimálně 16 osob z řad uprchlíků, kteří se v kostele skrývali. Řecký ortodoxní patriarchát v Jeruzalémě označil útok za válečný zločin. IOS ve svém prohlášení uvedly, že útok byl veden na sousedící velitelské stanoviště Hamásu...... který záměrně využívá civilní osoby jako lidské štíty.
Podle amerického ministerstva obrany torpédoborec USS Carney sestřelil nad Rudým mořem 3 řízené střely a 8 dronů. Podle analýzy se jednalo o hútíjský útok proti Izraeli.

## Pátek 20. října
Během noci zaútočilo izraelské letectvo na 100 cílů v Pásmu Gazy. Ničeny byly šachty tunelů, muniční sklady a operační velitelství. IOS údajně dostaly od izraelských politiků povolení zahájit pozemní operaci v Pásmu Gazy. Teď vidíte Gazu z dálky , ale brzo ji uvidíte zevnitř. Rozkaz přijde, řekl izraelský ministr obrany Jo'av Galant. Podle tiskové zprávy IOS byl zabit Amjad Majed Muhammad Abu 'Odeh, příslušník námořních jednotek Hamásu, který se podílel na útoku proti Izraeli.
Izraelský ministr obrany Jo'av Galant řekl, že po zničení Hamásu se Izrael vzdá kontroly na Pásmem Gazy a vytvořen bude i nový bezpečnostní režim pro Izrael.
Podle IOS byl během leteckých úderů proti Pásmu Gazy zabit vedoucí oddělení vývoje zbraní Hamásu Mahmúd Sabih.
Během bojů byli zabiti další 2 pracovníci UNRWA, čímž se počet mrtvých pracovníků této organizace zvýšil na 16. Podle palestinského ministerstva zdravotnictví od začátku konfliktu zahynulo v Pásmu Gazy více než 4000 osob. Podle IOS dosud zahynulo 306 příslušníků izraelské armády, uneseny byly 203 osoby.

## Sobota 21. října
Podle IOS jejich letectvo pokračovalo v útocích na velitelská střediska Hamásu i na odpaliště raket a pozorovací stanoviště.
Během dne Hamás propustil ze zajetí americko-židovskou dvojici, matku s dcerou. Podle tvrzení Hamásu se tak stalo z humanitárních důvodů.
Izraelská národní bezpečnostní rada vyzvala své občany k opuštění Jordánska a Egypta.

## Neděle 22. října

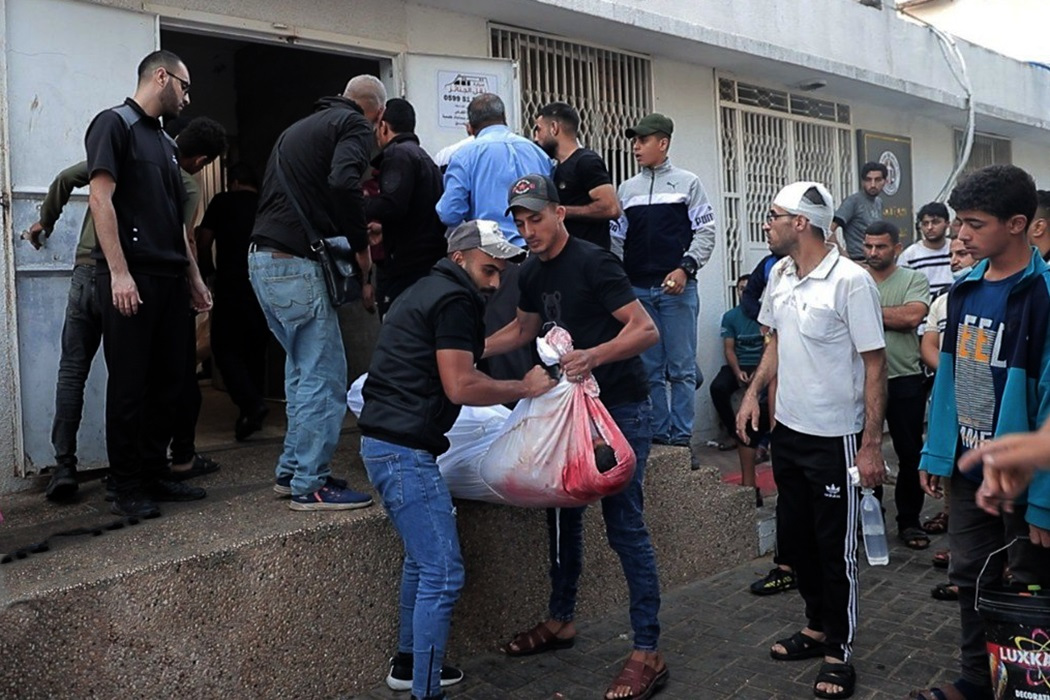
Následky izraelského bombardování v Pásmu Gazy

IOS zaútočily v Chán Júnis. Cílem pozemního útoku bylo nalézt rukojmí zadržovaná Hamásem a zaměření se teroristické struktury. Příslušníci Hamásu odpověděli palbou, při které byly zničeny 2 izraelské buldozery a 1 tank. Při útoku Hamásu zahynul 1 izraelský voják a 3 byli zraněni.
Podle palestinského ministerstva zdravotnictví bylo dosud zabito 4 641 obyvatel Gazy a 1,4 miliony jsou uprchlíci. Zahynulo 307 příslušníků IOS a 1 200 jich bylo zraněno. 212 rukojmí je stále zadržováno v Pásmu Gazy. Při bombardování Pásma Gazy dosud zahynulo 29 pracovníků OSN - UNRWA.

## Pondělí 23. října
Podle svého vyjádření Jeruzalémské brigády, ozbrojené křídlo Palestinského islámského džihádu provedly raketový útok proti vojenskému cíli v Erezu, v Izraeli.
Hamás propustil propustil, díky zprostředkovatelské činnosti Egypta a Kataru do rukou pracovníků Červeného kříže další 2 rukojmí. Jedná se o dvě starší občanky Izraele.
V izraelském vězení zemřel Omar Daraghmeh, jeden z vysokých představitelů Hamásu. Podle vyjádření Hamásu zemřel na následky mučení. Podle izraelských představitelů zemřel na infarkt.

## Úterý 24. října
Na tiskové konferenci po svém propuštění prohlásila Jocheved Lifčicová, jedna z propuštěných rukojmí, že... si prošla peklem, ale v zajetí se s ní zacházelo slušně.
Podle izraelského premiéra Benjamina Netanjahua... Hamás jsou noví nacisté.
Podle palestinského ministerstva zdravotnictví od začátku bojů zahynulo 5791 Palestinců. Podle izraelských představitelů je v Gaze Hamásem zadržováno 135 osob s pasy z 25 zemí. Během útoku palestinských ozbrojenců 7. října zahynulo v Izraeli 259 cizích státních příslušníků.

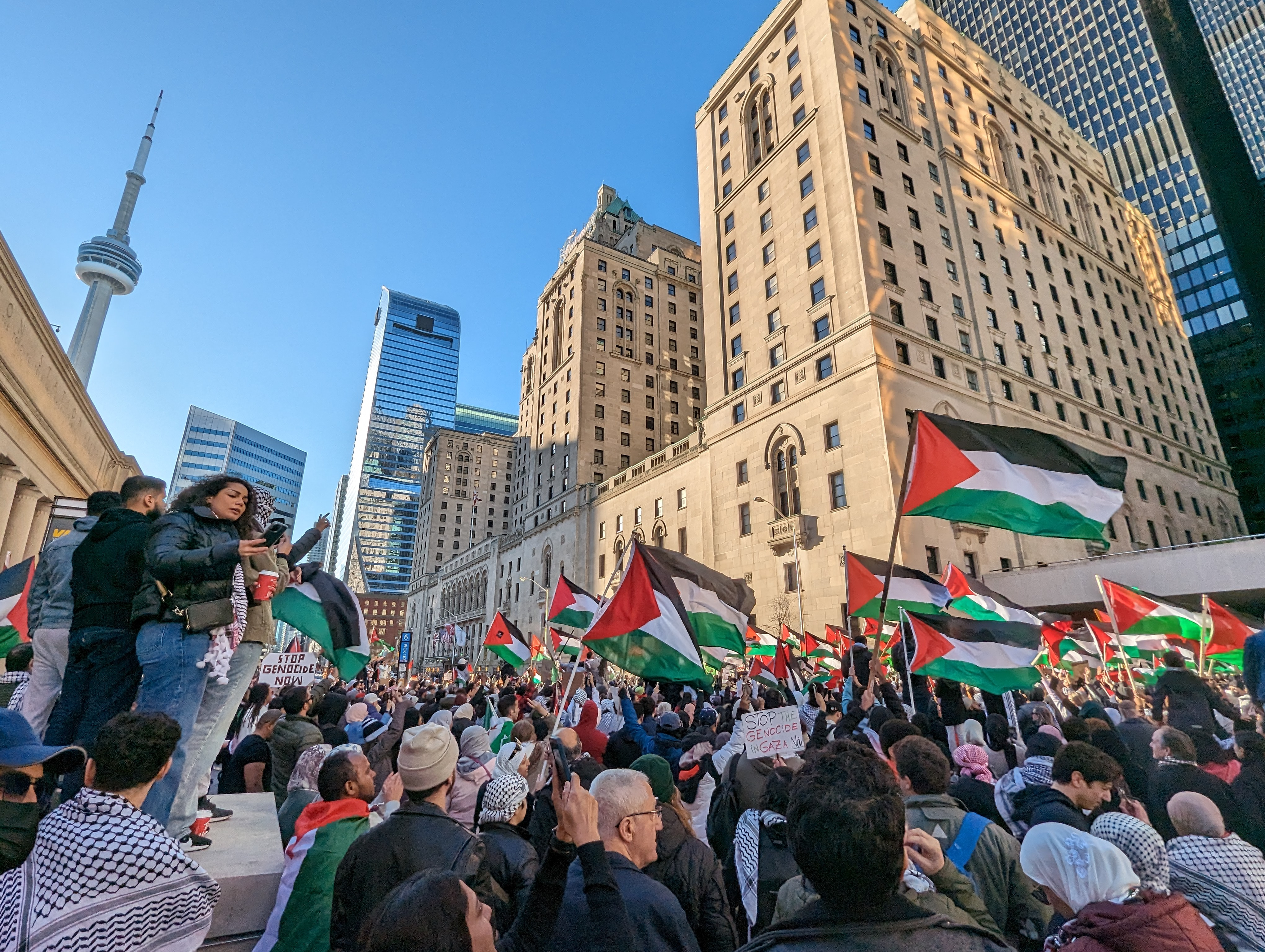
Propalestinská demonstrace v Torontu, v Kanadě

## Středa 25. října
Představitelé Evropské unie, OSN, Velká Británie či Austrálie vyzvali k humanitárním pauzám v bojích, aby bylo umožněno dostat pomoc lidem v zasažených oblastech a zároveň aby se civilisté mohli dostat z oblastí zasažených bombardováním.

## Čtvrtek 26. října
Palestinské ministerstvo zdravotnictví zveřejnilo zprávu s uvedenými jmény tisíců obětí, které byly zdokumentovány od 7. října a z jejichž smrti obvinilo izraelskou vojenskou agresi. Stalo se tak v odpovědi na americkým prezidentem Josephem Bidenem veřejné zpochybnění spolehlivosti údajů o palestinských obětech udávaných palestinským ministerstvem zdravotnictví.
Během noci provedly IOS pozemní operaci v severní části Pásma Gazy proti infrastruktuře a odpališti protitankových střel Hamásu. Po dokončení operace se jednotky 84. brigády pozemního vojska IOS včetně těžké techniky stáhly zpět do Izraele. Během leteckého útoku izraelských letadel byl zabit Šadi Barúd, vedoucí zpravodajského ředitelství Hamásu a jeden z plánovačů útoku proti Izraeli ze 7. října. Podle IOS při leteckém bombardování zahynul i velitel raketových jednotek Hamásu v Chán Júnis Hasan Al-Abdulláh.

## Pátek 27. října
Poblíž egyptských měst Taba a Nuweiba u izraelských hranic došlo k pádu a následným výbuchům dronů. Ty byly vypuštěny z Jemenu tamní vládnoucí islamistickou organizací Hútíú.

## Sobota 28. října
IOS zahájily invazi do Pásma Gazy rozsáhlým pozemním útokem ve směru na města Bajt Hánún a Bureij. Dalším směrem pozemní operace byl uprchlický tábor Muchajjam al-Maghazi. Některé jednotky IOS vstoupily do Pásma Gazy již v pátek 27. října večer, tam se setkaly s odporem příslušníků Hamásu. Kromě pozemních jednotek se izraelského útoku účastnily i námořní síly Izraele, včetně speciální jednotky Šajetet 13.

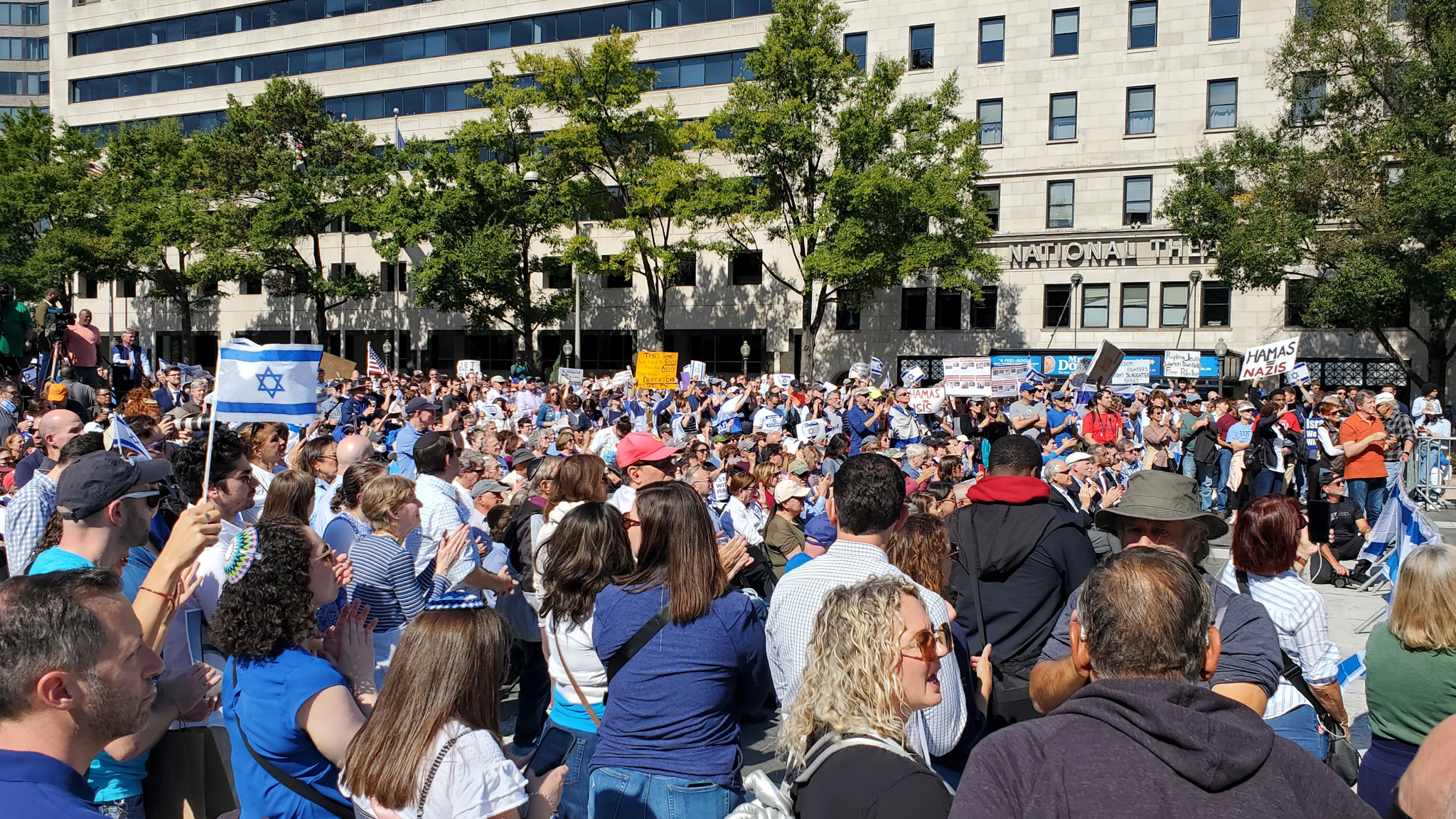
Proizraelská demonstrace ve Washingtonu, USA

Valné shromáždění Organizace spojených národů velkou většinou schválilo rezoluci, v níž vyzvalo ke zlepšení humanitární situace a k okamžitému klidu zbraní v Pásmu Gazy. Proti rezoluci hlasovalo kromě Izraele jen dalších 13 z 193 členských států včetně Česka. Česká ministryně obrany Jana Černochová následně vyzvala k vystoupení České republiky z OSN, ale výzvu odmítli jak zástupci opozice, tak vládní kolegové včetně ministra zahraničních věcí Jana Lipavského a premiéra Petra Fialy.

## Neděle 29. října
Podle některých libanonský představitelů disponuje Hamás zásobami munice, léků, paliva a potravin na čtvrt roku bojů.
Šéf Světové zdravotnické organizace WHO Tedros Adhanom Ghebreyesus reagoval na výzvu IOS k evakuaci nemocnice al-Quds, když řekl že... je nemožné evakuovat nemocnice plné pacientů, aniž by byly ohroženy jejich životy.

## Pondělí 30. října
V severní části Pásma Gazy v noci na pondělí pokračovaly těžké letecké a dělostřelecké útoky Izraele, střety s Palestinci jsou hlášeny z jihu pásma – z pohraniční oblasti východně od města Chán Júnis.
Vojenské křídlo Hamásu Brigády Izz ad-Dína al-Kassáma se přihlásilo k palebným útokům proti Izraeli.
Podle zjištění izraelské armády je Shani Louková mrtvá. Shani Louková se stala symbolem palestinského útoku ze 7. října, když její polonahé tělo ozbrojenci Hamásu vozili na korbě automobilu v Gaze.

## Úterý 31. října
Hútíové provedli další dronový a raketový útok proti Izraeli. Podle vyjádření IOS byly drony i balistické střely přilétající od Rudého moře zničeny. Na likvidaci útoku se podílel i systém protiraketové obrany Arrow. Podle izraelských představitelů izraelským civilistům nehrozilo žádné nebezpečí. Podle listu Ha'arec se tak stalo ve výšce 100 km nad zemským povrchem, což je tzv. Kármánova hranice, která je pokládána za hranici mezi zemskou atmosférou a vesmírem. Tím by se jednalo o první vojenský střet ve vesmíru v historii.
Palestinské ozbrojené organizace Brigády Izz ad-Dína al-Kassáma, Palestinský islámský džihád a Brigády Abú Alího Mustafy se přihlásily raketovým a minometným útokům proti Izraeli. Cílem byla mimo jiné izraelská vojenská základna v Erezu. Jednotky IOS mezi tím postoupily k Bejt Haúnu a podle vlastního tvrzení... likvidovaly vojenskou infrastrukturu a zabavovaly zbraně.